# خیاط شجاع
خیاط شجاع یا خیاط کوچک شجاع (آلمانی: Das tapfere Schneiderlein) یکی از افسانه‌های معروف آلمانی است که توسط برادران گریم جمع‌آوری شده و در مجموعهٔ «داستان‌های کودکانه و خانوادگی» (KHM 20) منتشر شده‌است. این داستان در شاخص طبقه‌بندی آرنه–تامپسون–اوتر با شمارهٔ ATU 1640 (خیاط شجاع) فهرست شده‌است. این داستان در زبان انگلیسی با عنوان «هفت در یک ضربه» (Seven at One Blow) نیز شناخته می‌شود.

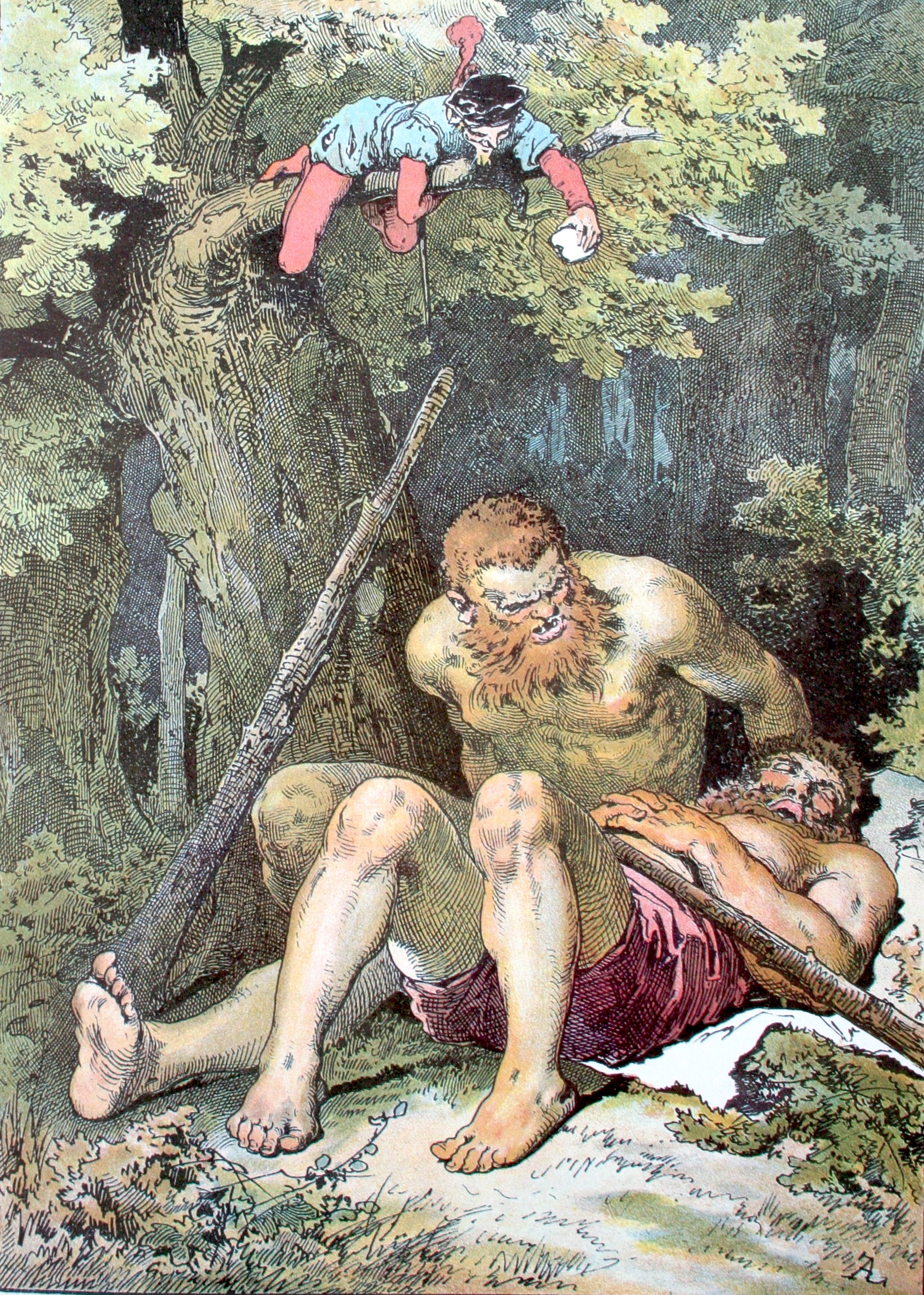
خیاط غول ها را تحریک می کند. اثر الکساندر زیک.

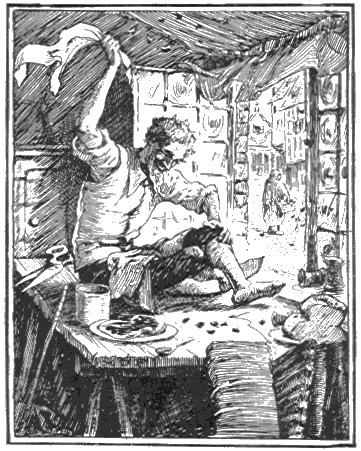
خیاط آماده می شود تا مگس ها را له کند. تصویر از کتاب پری آبی اندرو لانگ (1899).

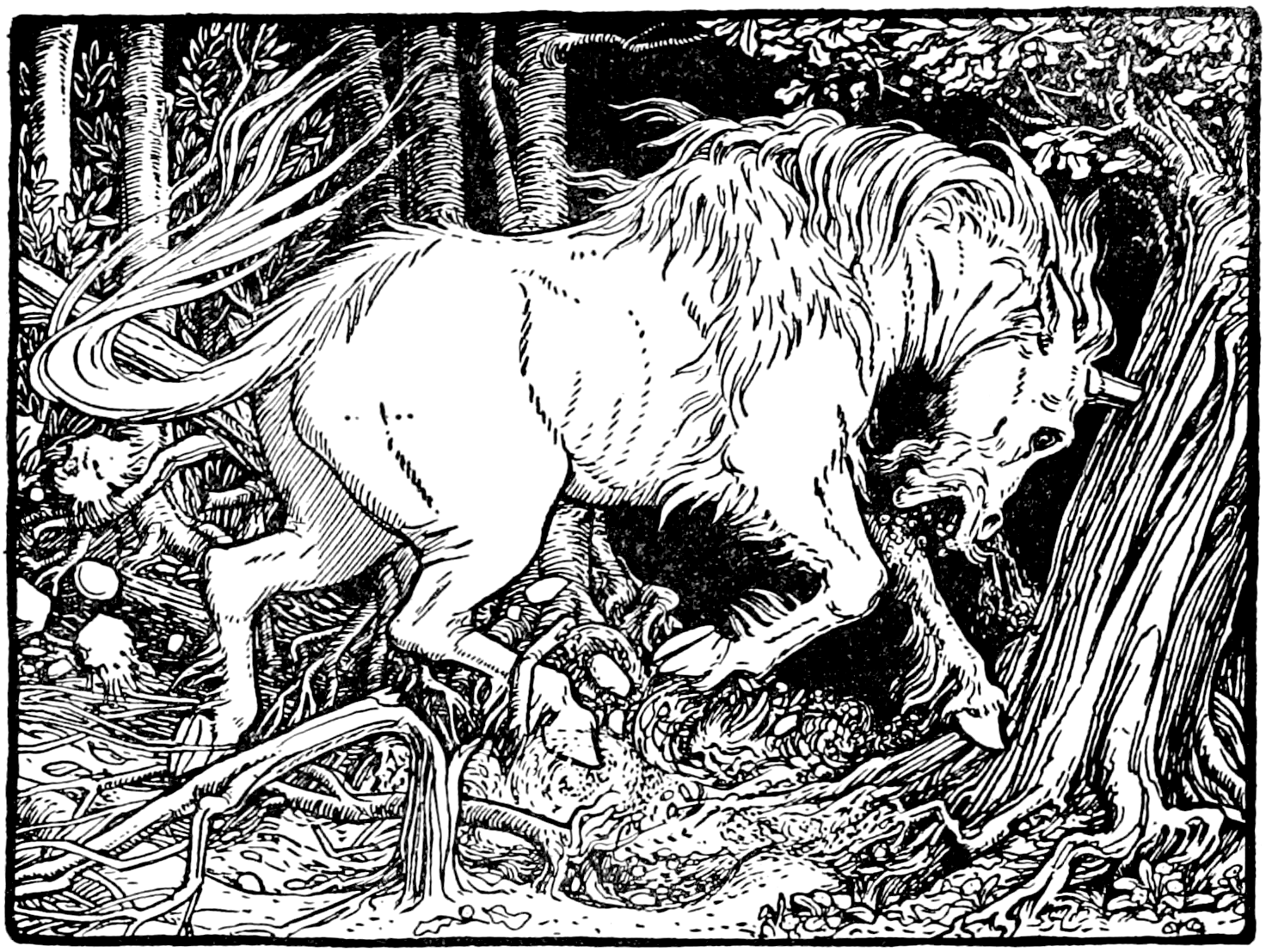
اسب شاخدار وحشی که در درخت به دام افتاده است. تصویر توسط جان باتن برای کتاب پری اروپا اثر جوزف جاکوبز (1916).

داستان درباره خیاطی است که بسیاری از غول‌ها و یک پادشاه بی‌رحم را فریب می‌دهد تا به شاهکارهای باورنکردنی قدرت و شجاعت خیاط ایمان بیاورند و به او منجر به کسب ثروت و قدرت می‌شوند.

## خلاصه داستان
داستان از جایی آغاز می‌شود که یک خیاط در حال دوخت و دوز است و برای استراحت تکه‌ای نان و مربا آماده می‌کند. ناگهان چند مگس روی مربا می‌نشینند و خیاط با یک ضربهٔ کف دست، هفت تا از آن‌ها را می‌کشد. از این کار به وجد می‌آید و کمربندی تهیه می‌کند که روی آن نوشته: «هفت تا در یک ضربه!»
با افتخار از این ماجرا، خیاط تصمیم می‌گیرد راهی جهان شود و شانس خود را امتحان کند. در مسیر با غولی مواجه می‌شود که با دیدن نوشتهٔ روی کمربند، تصور می‌کند خیاط هفت انسان را با یک ضربه کشته است. غول خیاط را به چالش می‌کشد، اما خیاط با زرنگی و حیله او را گول می‌زند. مثلاً وقتی غول از سنگ آب می‌فشارد، خیاط از یک پنیر نرم، آب خارج می‌کند. غول سنگی به هوا پرتاب می‌کند که پس از مدتی می‌افتد، ولی خیاط پرنده‌ای کوچک را به هوا می‌فرستد که دیگر برنمی‌گردد. در مسابقهٔ حمل درخت نیز خیاط فقط روی شاخه‌ها می‌نشیند و تمام وزن را غول حمل می‌کند.
غول از مهارت‌های خیاط شگفت‌زده می‌شود و او را به خانهٔ دیگر غول‌ها می‌برد. شب‌هنگام که همه خوابند، غول می‌خواهد خیاط را در خواب بکشد، اما خیاط که از بزرگی تخت خوابیده نمی‌شود، در گوشه‌ای از اتاق می‌خوابد. صبح که غول‌ها او را زنده می‌بینند، وحشت‌زده فرار می‌کنند.
خیاط وارد خدمت پادشاه می‌شود، اما سربازان از ترس مهارت‌هایش تهدید می‌کنند که یا خیاط باید برود یا آن‌ها خواهند رفت. پادشاه برای خلاص شدن از شر خیاط، او را مأمور کشتن دو غول می‌کند و وعده می‌دهد اگر موفق شود، نیمی از پادشاهی و دخترش را به او خواهد داد.
خیاط با انداختن سنگ به سمت غول‌ها وقتی خواب هستند، آن‌ها را علیه هم تحریک می‌کند و باعث می‌شود با هم بجنگند و یکدیگر را بکشند. سپس با خنجرشان را می‌کشد تا مطمئن شود.
پادشاه که از موفقیت خیاط متعجب شده، باز هم وظیفهٔ غیرممکن دیگری بر عهده‌اش می‌گذارد: شکار تک‌شاخ. خیاط با ایستادن پشت یک درخت، باعث می‌شود تک‌شاخ شاخش را در تنهٔ درخت فرو کند. سپس آن را به دام می‌اندازد.
وظیفهٔ بعدی گرفتن گراز وحشی است. خیاط این حیوان را به داخل کلیسای متروکه‌ای می‌کشاند و در آن را می‌بندد.
پادشاه ناچار می‌شود به وعده‌اش عمل کند، خیاط را با دخترش ازدواج دهد و نیمی از سلطنت را به او بسپارد. اما شاهزاده خانم وقتی می‌فهمد شوهرش فقط یک خیاط ساده است، به پدرش فشار می‌آورد تا او را بکشد. خیاط از این نقشه باخبر می‌شود. شب‌هنگام، در حالی که تظاهر به خواب می‌کند، با صدای بلند می‌گوید: «پسر، بیا کت را آماده کن و شلوار را وصله بزن، وگرنه با خط‌کش می‌زنمت! من هفت تا را در یک ضربه زدم، دو غول را کشتم، تک‌شاخ را گرفتم، گراز را زندانی کردم، حالا باید از چند سرباز بترسم که پشت در هستند؟»
سربازان با شنیدن این جملات وحشت‌زده فرار می‌کنند. از آن به بعد کسی جرأت نمی‌کند به خیاط آسیب برساند و او تا پایان عمرش به عنوان پادشاه زندگی می‌کند.

## تحلیل شخصیت‌ها
- خیاط شخصیتی زیرک، باهوش و بااعتماد به نفس است که با ترفند و حیله، دشمنان را فریب می‌دهد. او از هوش و روان‌شناسی برای کنترل موقعیت بهره می‌برد. این شخصیت نمونه‌ای از «ضد قهرمان» در ادبیات فولکلور است.
- پادشاه شخصیتی خودخواه و بی‌اعتماد است که وعده‌های بزرگ می‌دهد ولی به آن‌ها وفادار نمی‌ماند. او ابزاری برای ایجاد چالش در داستان است.
- شاهزاده خانم نماد غرور اشرافی است و پس از ازدواج با یک خیاط، احساس فریب‌خوردگی می‌کند. شخصیت او در قالب «زن تندخو» در افسانه‌ها قابل تحلیل است.

## نسخه‌ها و اقتباس‌ها
- نسخه‌ای از این داستان در کتاب «کتاب آبی افسانه‌ها» اثر اندرو لنگ آمده است.[۳]
- در سال ۱۹۳۸ نسخهٔ کارتونی با بازی میکی ماوس به نام خیاط کوچولوی شجاع ساخته شد.
- انیمهٔ ژاپنی Grimm's Fairy Tale Classics در دههٔ ۱۹۸۰ قسمت ویژه‌ای برای این داستان دارد.
- در سریال Happily Ever After: Fairy Tales for Every Child این داستان در آفریقای غربی بازآفرینی شده است.
- نسخهٔ شوروی این افسانه در سال ۱۹۶۴ ساخته شد.
- در بازی ویدیویی Fairytale Fights، خیاط شخصیت منفی است که افتخارهای دیگر شخصیت‌ها را می‌دزدد.